# 業平
業平（なりひら）は、東京都墨田区の地名。現行行政地名は業平一丁目から業平五丁目。住居表示実施済み区域。

## 地理
墨田区の地理的中央部に位置し、本所地域内に当たる。北で北十間川を境に対岸に押上、東で横十間川を挟んで対岸に江東区亀戸、南で横川、西で大横川を挟んで対岸は吾妻橋および東駒形と隣接する。町域の東辺をもって墨田区 - 江東区境を成す。町域中央を南北に四ツ目通りが縦断し、その地下を東京メトロ半蔵門線が走る。町域の西側から東へ業平一丁目、同二丁目、同三丁目、四ツ目通りの東に同四丁目、同五丁目が並ぶ。隣接地（所在地は押上一丁目）には東京スカイツリーがある。

### 河川
- 北十間川
- 横十間川
- 大横川

## 歴史

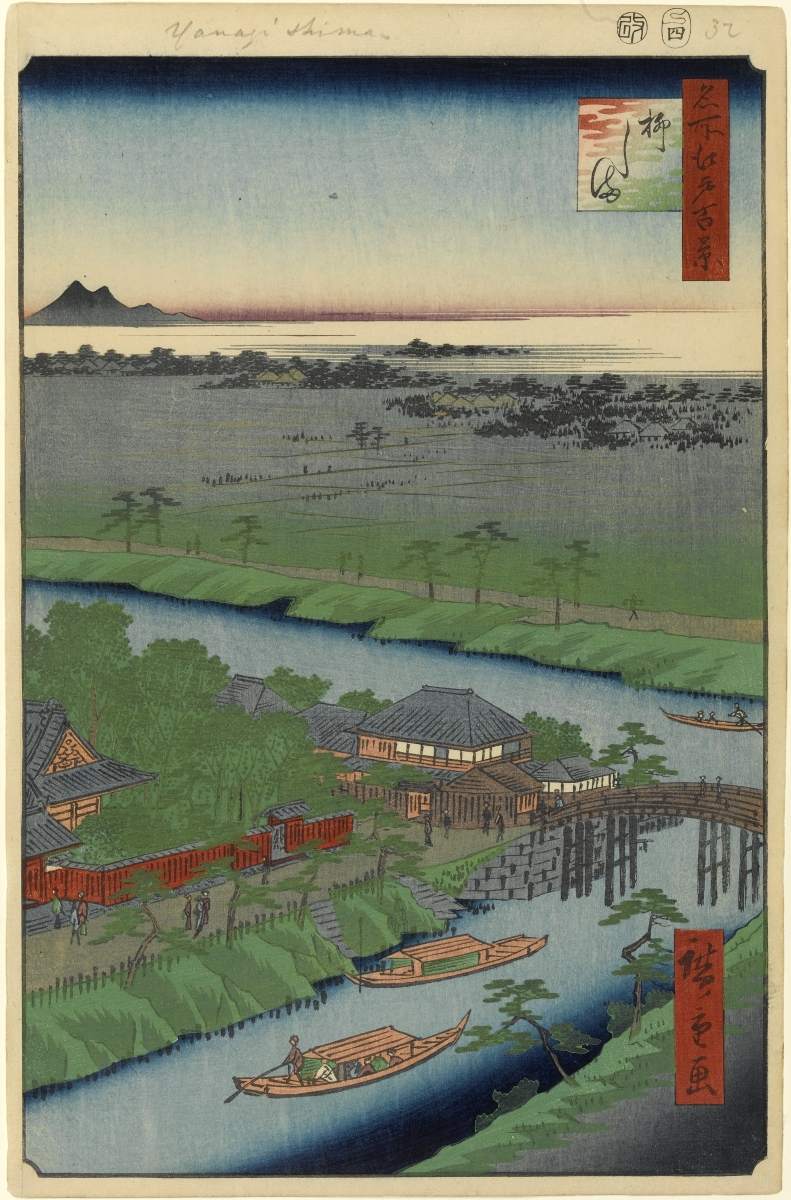
歌川広重

1872年（明治5年）に業平天神社の前にある土地であることから、小梅業平町（現：東駒形四丁目）が誕生したのをはじめ、1891年（明治24年）に業平橋の東詰ということで中ノ郷業平町（現：業平一丁目・業平二丁目）が新設された。現在の墨田区業平一丁目から業平五丁目は、1967年（昭和42年）の住居表示制度実施に際し、平川橋1～5丁目を合併して成立した。
地名の由来となった業平天神社（現存せず、現：吾妻橋三丁目6番）は、業平山南蔵院（しばられ地蔵、葛飾区東水元へ1926年に転出）境内にあった神社の摂末社（鎮守社）である。江戸時代初期に開かれたといわれ、その由緒は、在原業平が亡くなった場所に建てられた業平塚に由来する（『江戸名所記』）といわれるが、業平塚については、力士成川運平の墓が業平の墓に転じたという説（『遊歴雑記』）、里見成平の墓という説（『本所雨やどり』）など諸説あり、『江戸名所図会』には「当社の伝説粉々として詳らかならず。」と記されている。歴史研究者の石川悌二は「業平天神の由来は定かではないが、業平塚と里人がよんでいた塚は古くからこの地にあって、考古学の鳥居龍蔵博士はそれを上代の舟形式古墳であると推定した。要するに伝承が伝承を生んで業平天神の社祠が建立されたものであろう。」と推測している。
業平小学校56周年記念行事として、1972年（昭和47年）7月15日に業平音頭が制作される。これは業平小学校での運動会や地元町会での盆踊りで定番となっている。

## 世帯数と人口
2025年（令和7年）3月1日現在（墨田区発表）の世帯数と人口は以下の通りである。
| 丁目       | 世帯数    | 人口     |
| ---------- | --------- | -------- |
| 業平一丁目 | 1,666世帯 | 3,039人  |
| 業平二丁目 | 793世帯   | 1,261人  |
| 業平三丁目 | 933世帯   | 1,423人  |
| 業平四丁目 | 1,461世帯 | 2,174人  |
| 業平五丁目 | 1,249世帯 | 2,298人  |
| 計         | 6,102世帯 | 10,195人 |

### 人口の変遷
国勢調査による人口の推移。
| 年                 | 人口   |
| ------------------ | ------ |
| 1995年（平成7年）  | 6,946  |
| 2000年（平成12年） | 7,104  |
| 2005年（平成17年） | 8,215  |
| 2010年（平成22年） | 9,595  |
| 2015年（平成27年） | 9,601  |
| 2020年（令和2年）  | 10,055 |

### 世帯数の変遷
国勢調査による世帯数の推移。
| 年                 | 世帯数 |
| ------------------ | ------ |
| 1995年（平成7年）  | 2,868  |
| 2000年（平成12年） | 3,108  |
| 2005年（平成17年） | 3,796  |
| 2010年（平成22年） | 4,812  |
| 2015年（平成27年） | 5,041  |
| 2020年（令和2年）  | 5,502  |

## 学区
区立小・中学校に通う場合、学区は以下の通りとなる（2022年9月時点）。
| 丁目       | 番地   | 小学校             | 中学校             |
| ---------- | ------ | ------------------ | ------------------ |
| 業平一丁目 | 全域   | 墨田区立業平小学校 | 墨田区立本所中学校 |
| 業平二丁目 | 全域   | 墨田区立業平小学校 | 墨田区立本所中学校 |
| 業平三丁目 | 全域   | 墨田区立業平小学校 | 墨田区立本所中学校 |
| 業平四丁目 | 1〜8番 | 墨田区立柳島小学校 | 墨田区立本所中学校 |
| 業平四丁目 | その他 | 墨田区立業平小学校 | 墨田区立本所中学校 |
| 業平五丁目 | 全域   | 墨田区立柳島小学校 | 墨田区立本所中学校 |

## 交通

### 鉄道
- 押上駅 - （駅の所在地は押上）
  - 京成押上線 A2出口（浅草通り）
  - 都営地下鉄浅草線 A2出口（浅草通り）
  - 東京メトロ半蔵門線 B1・B2出口（四ツ目通り）
  - 東武伊勢崎線 B1・B2出口（四ツ目通り）

※A2は半蔵門線・東武線には繋がっていない

### バス
当地区内には、十間橋（浅草通り）、業平四丁目（四ツ目通り）、押上（浅草通りおよび四ツ目通り）、とうきょうスカイツリー駅入口（浅草通り）、春慶寺前（浅草通り）、柳島妙見山法性寺入口の停留所がある。以下の路線があり、東京都交通局、京成バスなどにより運行されている。
- 都08系統（浅草通り、四ツ目通り）
- 錦40系統（浅草通り、四ツ目通り）
- 上26系統（浅草通り、四ツ目通り）
- 錦37系統（四ツ目通り）
- 上23系統（主に浅草通り）
- 門33系統（浅草通り）
- 墨田区内循環バス (南部ルート)
- 水陸両用バス (スカイダック 東京スカイツリーコース)

### 道路・橋梁
道路
- 都道
  - 東京都道453号本郷亀戸線（浅草通り）
  - 東京都道465号深川吾嬬町線（四ツ目通り）

橋梁
- 北十間川
  - 東武橋
  - おしなり橋（歩行者専用）
  - 京成橋（四ツ目通り）
  - 西十間橋
  - 十間橋（十間橋通り）
- 横十間川
  - 柳島橋（浅草通り）
  - 神明橋
- 大横川
  - 業平橋（浅草通り）
  - 平川橋

## 事業所
2021年（令和3年）現在の経済センサス調査による事業所数と従業員数は以下の通りである。
| 丁目       | 事業所数  | 従業員数 |
| ---------- | --------- | -------- |
| 業平一丁目 | 148事業所 | 1,149人  |
| 業平二丁目 | 95事業所  | 550人    |
| 業平三丁目 | 117事業所 | 1,184人  |
| 業平四丁目 | 153事業所 | 1,244人  |
| 業平五丁目 | 82事業所  | 547人    |
| 計         | 595事業所 | 4,674人  |

### 事業者数の変遷
経済センサスによる事業所数の推移。
| 年                 | 事業者数 |
| ------------------ | -------- |
| 2016年（平成28年） | 646      |
| 2021年（令和3年）  | 595      |

### 従業員数の変遷
経済センサスによる従業員数の推移。
| 年                 | 従業員数 |
| ------------------ | -------- |
| 2016年（平成28年） | 4,360    |
| 2021年（令和3年）  | 4,674    |

## 施設
- 保育所(保育園)
  - JOYPORT業平保育園
  - ひらがなのツリーほいくえん
  - キッズガーデン業平
- 小学校
  - 墨田区立業平小学校
- 公園
  - 墨田区立業平公園
- 税務署
  - 本所税務署
  - 墨田都税事務所
- 銀行
  - 商工組合中央金庫 押上支店
  - 三菱UFJ銀行 押上支店
  - みずほ銀行 押上支店
  - 朝日信用金庫 押上支店
  - 東京シティ信用金庫 押上支店
  - 大東京信用組合 押上支店
- 郵便局
  - 押上駅前郵便局
- 外食産業
  - ガスト 押上店
  - ミスタードーナツ 押上業平ショップ
  - すき家 業平橋店
  - 日高屋 押上四ツ目通店
  - ピザハット 業平店
  - ドミノ・ピザ 押上店
- コンビニエンスストア
  - ローソンストア100 業平店
  - ファミリーマート 業平三丁目店
  - セブン-イレブン 墨田業平1丁目店、墨田業平2丁目店、墨田業平浅草通り店、墨田業平3丁目店、墨田業平4丁目店、墨田業平5丁目店
- ドラッグストア
  - サンドラッグ 業平店
- スーパー
  - スーパーイズミ
  - 東武ストア 業平店
  - まいばすけっと 業平1丁目店、とうきょうスカイツリー駅南店
  - ビッグ・エー 墨田業平店
- 携帯ショップ
  - NTTドコモ 押上店
- その他
  - パーラーマルホン
  - 雷部屋
  - さくら湯
  - chocoZAP 押上店
  - 大横川親水公園魚つり場

## 史跡・神社仏閣
- 四世鶴屋南北の墓 江戸中期の狂言作者（業平二丁目、春慶寺内）
- 小梅銭座跡 寛永通宝の鋳造所跡（業平一丁目、本所税務署前）
- 柳嶋妙見山玄和院法性寺
  - 昔ばなし柳塚 落語の二大派閥だった柳派の記念碑（業平五丁目、法性寺内）
- 王貞治記念銘板 (業平公園内)
- 押上天祖神社（業平二丁目）
- 榎戸稲荷神社（業平五丁目）

## その他

### 日本郵便
- 郵便番号 : 130-0002[3]（集配局 : 本所郵便局[17]）。